# 桥东镇 (诏安县)
桥东镇，是中华人民共和国福建省漳州市诏安县下辖的一个乡镇级行政单位。

## 行政区划
桥东镇下辖以下地区：
牙头村、林中村、西山村、下寮村、内凤村、外凤村、甲州村、桥头村、林巷村、林家村、桥园村、溪雅村、澳头村、西沈村、西浒村、村东村、村中村、村西村、仙塘村、含英村、西霞村、东霞村和洪州村。

## 姓氏由來
陈姓， 南宋高宗初年，开漳五世陈于裔孙陳宗悅（說），宋徽欽年間由福建泉州晋江池店迁入漳漳浦海滨里沙坂(今詔安縣橋東鎮甲洲村)。
陈姓， 南宋渐山七贤之南恩公陈景肃曾孙、平南侯陈植六子陈泰奂(元隆)之后。从明洪武三年(庚戌1370年)陈郡寿分居白叶其三子陈茂(天福)留守为白叶始祖起，已蕃衍二十二世(四十五世)。桥东镇：桥园村桥园(沙前埕)，溪雅村头溪。
涂姓， 明永乐年间，涂佛孙之三子涂先化从福建漳浦梅林徙居诏安县桥东镇，为仙塘村开基始祖，也是诏安县涂氏开基始祖。
高姓， 先祖是名中医，人称“烘炉仙”，行医到此，感觉此地自然、人文环境俱佳，宜业宜居，则举家从福建云霄山区迁诏安县桥东溪雅，至今已有一百八十多年了。
许姓， 许陶为本姓开漳太始祖，尊世袭父职、佐陈元光削平蛮乱，任漳州府首任别驾加封太尉的许陶子许天正为开诏许姓始祖。许夏臣的裔孙许耐京为重开南诏许姓一世祖。现在世居诏安的许姓裔孙，都是许耐京所出的二大房衍传下来。在县城郊区、深桥、西潭、桥东、金星、梅岭、四都、建设、红星等乡镇，都有许姓二房聚居的村落。
林姓， 林仲安（1308—1382）是林氏开诏四世祖，其曾祖林惟福，来自福建龙溪莲池。南宋度宗咸淳年间，林惟福来南诏(今诏安)定居。后子孙分居两处，一处在梅岭，一处在含英，于是便有了“梅岭林”和“含英林”之说，林惟福成为林氏开诏一世祖。